# Большелуг
Большелуг (коми Ыджыдвидз) — село в Корткеросском районе республики Коми, административный центр сельского поселения Большелуг.

## География
Расположено на правом берегу Вишеры, примерно в 59 км по прямой на северо-восток от районного центра села Корткерос.

## История
Впервые упомянуто в 1608 как деревня Большой Луг с 8 дворами (5 из них — пустые). В 1678 — 4 жилых и 1 пустой двор. В 1784 — 42 двора. В XIX в. Большелуг стал селом после постройки деревянной Николаевской церкви (с 1914 каменная, ныне в руинированном виде). В 1873 — 75 дворов, 510 человек. В 1926—153 двора, 712 человека. В 1930 имелись фельдшерско-акушерский пункт, школа, изба-читальня, потребительское общество, товарищество по обработке земли, комитет крестьянской общественной взаимопомощи. В 1970 проживало 642 человека.

## Население
Постоянное население составляло 829 человек (коми 96 %) в 2002 году, 680 в 2010.